# Ню-метал
Ню-метал (спершу позиціювався як nu heavy metal, також знаний як агрометал) — піджанр альтернативного металу заснований переважно на гітарних рифах, для якого характерне змішування важкого металу з такими жанрами, як ґрандж, фанк, альтернативний рок та хіп-хоп.

## Історія
Перші експерименти зі звучанням близьким до ню-металу траплялися у різних і далеко не завжди альтернативних гуртів. Так, окремі елементи або навіть цілі пісні ще до 1994 року можна знайти у Faith No More, Sepultura, Killing Joke, Anthrax. Заведено вважати, що першими в цьому стилі є Korn, що випустили свій перший студійний альбом 1994 року, та Deftones, що дебютували 1995 року.
Після цього були Coal Chamber, Limp Bizkit, Sevendust, Linkin Park, Orgy, Cold, Godsmack, Slipknot, Static-X, Staind, Mushroomhead. Кожен із цих колективів приніс у жанр чимало свіжих ідей, зробивши ню-метал до кінця 1990-х одним із найпопулярніших стилів у рок-музиці.